# Handir Colles
Gli Handir Colles sono una formazione geologica della superficie di Titano.
Prendono il nome da Handir, personaggio de Il Silmarillion di J. R. R. Tolkien.